# Euphorbia nivulia
Euphorbia nivulia là một loài thực vật có hoa trong họ Đại kích. Loài này được Buch.-Ham. mô tả khoa học đầu tiên năm 1825.

## Hình ảnh

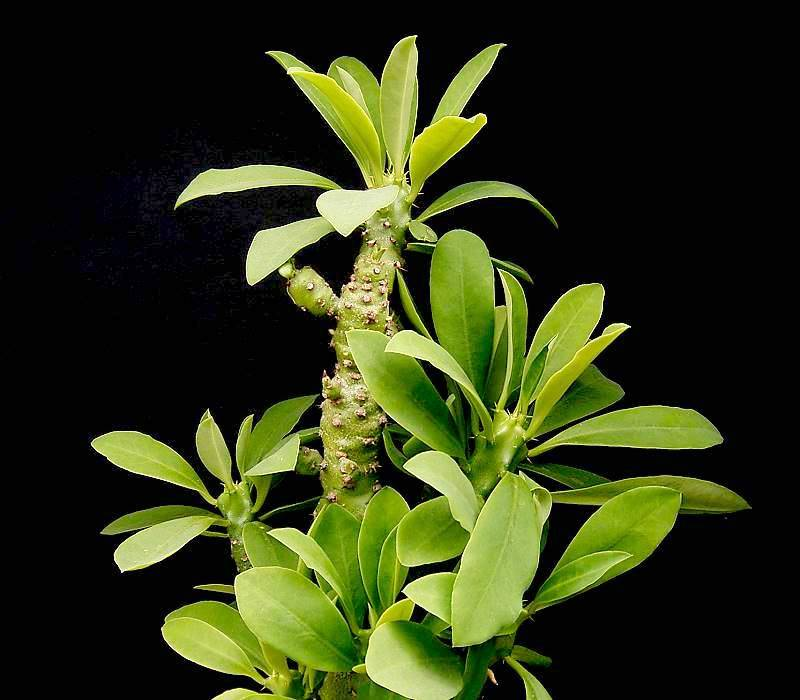